# Babouantou
Babouantou est un village du Cameroun et une chefferie de 2e degré de la commune de Bandja dans le département du Haut-Nkam et la Région de l'Ouest. La langue locale se nomme le Fe'efe'e.

## Histoire

### Évolution duXVIIIesiècleà nos jours

#### Généralités
La chefferie de Babouantou se trouve à environ 15 kilomètres au nord-est de Bafang, dans l’arrondissement de Bandja. Elle fait partie des nombreuses chefferies du peuple Bamiléké. Cette région constitue un vaste plateau portant le même nom, s’étendant entre le 5e et le 6e degré de latitude nord, et entre le 10e et le 12e degré de longitude est.
Babouantou est délimitée, du côté de Bandenkop et de Batié, par une série de collines qui prennent naissance à Bangou. Celles-ci se prolongent au-delà de Batié, en direction de Foutouni, en passant par le col de Batié. Une autre ligne de hauteurs commence à Badoumdjia et marque la séparation avec Banka et Bana, atteignant une altitude de 2 200 mètres aux monts Batcha’ et Bachingou. Globalement, la chefferie s’étend sur une vaste plaine en altitude, occupant environ les deux tiers de sa superficie totale. L’ensemble des eaux de cette région converge vers une vallée encaissée et étroite du côté de Badoumdjia, formant ainsi la partie supérieure de la rivière Ngoum, affluent du Nkam.
Les précipitations s’étalent sur une longue période allant de la mi-mars à la mi-novembre. La saison sèche reste modérée grâce aux rosées nocturnes, aux brumes et aux brouillards matinaux. Les températures moyennes oscillent entre 19 et 23 degrés Celsius.
L’activité agricole constitue l’occupation principale de toute la communauté. En plus des cultures vivrières très diversifiées, généralement menées par les femmes, la culture du café, introduite en 1942 par le chef MONGOUE Michel, est devenue l’activité dominante chez les hommes. Les sommets des collines sont utilisés collectivement pour l’élevage de chèvres et de moutons. Quant à l’élevage des bœufs, il se fait sur les hauteurs périphériques du côté de Bandenkop, Bangou et Bana, en raison du manque de terres disponibles à l’intérieur même de la chefferie.
Il ne s’agit pas ici de proposer une étude complète retraçant l’histoire de la chefferie de Babouantou depuis la fondation du hameau jusqu’à nos jours. L’objectif est plutôt de mettre en lumière certains éléments qui, depuis le XVIIIe siècle, ont progressivement modifié son paysage physique, ses traditions, et de s’interroger sur les perspectives d’avenir de ce village.
Ces changements surviennent en général à la suite de contacts ou de confrontations avec l’extérieur. Cette étude sommaire regroupe les principales causes de ces transformations en trois grandes étapes, bien que ces périodes ne correspondent pas de manière stricte à un changement radical de mode de vie.
Le passé de Babouantou demeure flou jusqu’en 1921, année marquant l’installation de la première mission protestante à Sessieu. Comme dans une grande partie de l’Afrique noire, ce passé ne s’est transmis que par tradition orale. C’est pourquoi l’histoire du village varie selon l’âge, la personnalité ou encore le genre de l’informateur ou de l’informatrice.
Cette analyse est menée dans un contexte où de nombreuses interrogations émergent au sein de la population de Babouantou. Une nette baisse de la production vivrière suscite l’inquiétude. Les habitants se demandent : « Devrait-on retourner vivre dans les campagnes ? Et si oui, que faire des enfants, puisque toutes les écoles se trouvent dans le camp de regroupement ? » Face à ce dilemme, les Babouantou prennent conscience d’une réalité essentielle : il est préférable de continuer à vivre dans une collectivité dynamique, comme cela se fait depuis 1960, plutôt que de revenir à l’existence précaire et individualiste d’avant l’indépendance.

#### Les chefs ayant régné avant la colonisation
L’histoire de l’installation du premier chef de Babouantou s’inscrit dans la dynamique générale des établissements traditionnels Bamiléké.
Vers la fin du XVIIe siècle, poussés par l’avancée des Foulbé puis des Bamoun, les Bamiléké quittèrent leur terre d’origine, le pays Tikar. Après une escale dans la région bamoun, ils franchirent le fleuve Noun pour venir s’installer sur leur territoire actuel. Ce dernier n’était pas inhabité, comme en témoigne, à la même époque, l’établissement d’un groupe de Badoumdjia – voisins des Ndum – à Bamoungoum, conformément aux écrits du R.P. E. MVENG.
En supposant que chacun des onze chefs connus de Babouantou ait régné au moins vingt ans — hypothèse réaliste, au vu du règne de NGANDEU (1905-1938) et de celui de MONGOUE Michel (1938-1975), suivi de S.M. KALEUK MONGOUE —, il est probable que le premier chef, DJAMENI, également appelé NDJANKEU, ait pris le pouvoir sur les autochtones Ndum dans la première moitié du XVIIIe siècle.
Selon la tradition orale, DJAMENI était le frère jumeau de LEUKOUMENI, premier chef de Bangwa. Tous deux étaient fils du chef de Bafamgwa (actuel Badrefam), lui-même descendant des Yola, installés dans le nord-est du Nigéria. À la mort de leur père, les deux jumeaux revendiquèrent le trône. Un troisième frère profita de cette querelle pour les évincer. Chacun s’exila avec sa famille et ses esclaves vers des destinations inconnues.
Après bien des péripéties, LEUKOUMENI devint chef supérieur de Bangwa, tandis que DJAMENI s’établit comme chef de Babouantou. Ces liens expliquent les rapports fraternels entre les deux chefferies. L’origine de DJAMENI est donc bien connue des habitants : fils du chef de Bafamgwa, lui-même issu de la lignée des Yola ayant migré à la fin du XVIIe siècle avec les Bamiléké.
DJAMENI et ses compagnons durent fusionner leurs traditions avec celles des autochtones de Ndum, ancienne appellation de Babouantou. En langue locale, Ndum signifie « mâle », symbole de force et de puissance. Après sa conquête, DJAMENI rebaptisa la localité « Puantu », de « Pua » (ma main) et « ntu » (brûler), ce qui signifie littéralement : « j’ai vaincu tous les autres par ma main et par mon intelligence ». Les colons français transcriront plus tard ce nom sous la forme « Babouantou ». Le préfixe « Ba », ou plus exactement « Peh » en langue bamiléké, signifie « les gens de ». Ainsi, on dit aussi Peh Douala ou Badouala, c’est-à-dire « les gens de Douala ». En bamiléké, le « u » se prononce comme « ou » en français ; la différence entre « Pua » et « Bua » est quasi imperceptible à l’oreille locale. On dit donc indifféremment Puantu ou Buantou.
DJAMENI institua le hameau du chef ainsi que la « société des neuf », cercle restreint des grands notables. Pour étendre et consolider son autorité, il créa les quartiers et désigna des représentants à leur tête. C’est ainsi que s’est progressivement mise en place l’organisation sociale et politique de Babouantou.
Homme très intelligent et excellent chasseur, DJAMENI parcourut les brousses de Bamena, Bangou et Ndomla. Il descendit ensuite dans la vallée de Ndum, alors riche en gibier. Il s’installa dans un premier temps chez un autochtone nommé PAMOU, à Ngouopi, situé à environ 4 km de l’actuel hameau du chef. Ce lieu n’était alors qu’une colline couverte de chaume, marquant les limites des terres de deux chefs autochtones : FEUPI et FEUAYE. Sur le flanc de cette colline se trouvait un espace appelé « pekeupka », aménagé par ces deux chefs pour les danses et cérémonies importantes.
FEUAYE, n’ayant pu accéder au trône de Bayangam, se vit contraint, selon la tradition bamiléké, de quitter le village. Il s’établit avec ses partisans dans une zone qui porte encore son nom : KOUYE, c’est-à-dire « les terres de FEUAYE ».
Quant à FEUPI, il était venu de BALI bien avant DJAMENI. Après un long séjour parmi les Bamoun, dans la région des BAPI, un complot fomenté par les serviteurs du Sultan du Noun força les BAPI à fuir. En franchissant le Noun, ils se divisèrent : un groupe s’installa à l’ouest de Baleng, formant le groupement BAPI de l’arrondissement de Baleng ; l’autre groupe, dirigé par FEUPI, arriva à Ndum avec 52 survivants. Parmi leurs descendants, on compte notamment les NZE TCHAPDEU à Nteu et les MBEU SEPGA à Toula.
Pour asseoir son autorité sur les autochtones, DJAMENI employa diverses stratégies. En tant que chasseur, il ravitaillait ses voisins en viande, et ceux-ci lui offraient en retour des femmes à marier, pour lui et ses compagnons. Fort de ce pouvoir, il invita FEUPI à une danse rituelle appelée « Zen », durant laquelle les hommes de FEUPI portaient une tunique sans manches couvrant la tête, les bras et les jambes – tenue réservée, selon DJAMENI, aux nobles. Les siens, désignés comme esclaves, devaient uniquement masquer leur visage. Le jour venu, il ordonna d’alterner les danseurs. Il avait préalablement convenu avec ses hommes qu’au signal d’un sifflement dans une corne d’antilope, chacun saisirait son adversaire. Lorsque la danse battit son plein, le plan fut exécuté : les hommes de FEUPI furent neutralisés, et DJAMENI lui-même captura FEUPI. Ce dernier, pour sauver les siens, se soumit, s’inclina devant DJAMENI et lui rendit les honneurs dus à un chef supérieur Bamiléké.
Ensuite, DJAMENI invita FEUAYE. Pour le soumettre, il recourut à une ruse : faisant mine de coincer sa hache dans un tronc fendu, il demanda à FEUAYE de tenir le bois écarté afin de la retirer. FEUAYE obéit. DJAMENI fit alors sauter la hache, et les mains de FEUAYE se retrouvèrent prises. Ce dernier accepta sa défaite sans opposer de résistance.
Restait encore un troisième chef, FEUNIEU, installé à environ trois kilomètres de DJAMENI. Pour le contrôler, DJAMENI plaça près de lui son fils FEUATCHIEU, homme robuste, chargé de le surveiller étroitement.
Au terme de ces démonstrations de ruse et de force, DJAMENI devint le chef suprême de Ndum, qu’il renomma Puantou. Ayant établi sa suprématie, il intégra pacifiquement les autres groupes présents avant lui sur le territoire. Il fonda la société des neuf, « Keupnjeu », cercle de grands notables jouissant des mêmes droits que le chef, et formant le conseil supérieur de la chefferie.

#### Babouantou de 1905 à la veille de l’Indépendance du Cameroun
Les Allemands sont arrivés à Babouantou vers 1905. Cette date a coïncidé avec la mort du chef KAMZEU et l’accession de NGANDEU au pouvoir. L’influence des travaux forcés, des missionnaires, des écoles, de la technique des briques sèches – bref, de la civilisation occidentale – a marqué la seconde étape de l’évolution de Babouantou. Les jeunes gens qui sortaient des écoles trouvaient la vie du village inadaptée à la culture reçue des Occidentaux. Ils étaient ainsi freinés par certains interdits, d’où le début d’une forte émigration continue vers les villes et les plantations du Mungo. Les crises des années 1959 et 1960 ont désorganisé toutes les couches sociales du village et ont abouti à la création d’un camp de regroupement.
Depuis DJAMENI, dix autres chefs se sont succédé à Babouantou. Il est de coutume chez les Bamiléké que chaque chef crée une nouvelle société coutumière, augmentant ainsi le nombre de celles qui ont été fondées par ses prédécesseurs. PIBOU, aussi appelé KAPLUK, a succédé à DJAMENI. Il a fondé la société « Keumbap » et a fait planter les deux grandes pierres qui se dressent à l’entrée de la cour du chef. Ces pierres sont appelées « Luk-la’ » (littéralement : pierres de la chefferie). Elles symbolisent l’unité de tous les habitants, car leur implantation a exigé la participation de tous les sorciers de Babouantou.
Les œuvres des six chefs qui ont suivi PIBOU sont encore inconnues. Ces chefs sont : KAMCHE, TCHEKOHKIABE, TCHAMGWELIO, KAMOU, YAMDJIEU et KAMAHA. 
KAMZEU, le 9e chef, a été de loin l’un des plus célèbres. La société « Ndapkeup » est sa première œuvre. Très valeureux, il avait entrepris une politique de pacification. Son armée était divisée en deux groupes : la première s’appelait « Kiodacheu » et la seconde « Pandjui ». Ses guerriers se distinguaient dans les mêlées par une bande d’étoffe rouge qu’ils portaient sur la tête. Cependant, le chef KAMZEU ne mettait pas son armée à la conquête des terres, mais plutôt à la protection de ses voisins. Les frontières de sa chefferie étaient en grande partie situées sur les montagnes, et il ne voulait pas les violer. On ignore à quelle époque les premiers fossés (tranchées) servant de frontières entre Babouantou et ses voisins Bana, Bangou et Badoumdjia ont été creusés. Certes, il n’y a pas de frontières entre Babouantou et ses voisins Bandenkop, Batié et Banka. En effet, il existe un traité d’amitié entre ces chefferies et Babouantou. Sous le règne de KAMZEU et de son successeur NGANDEU, cette amitié a été particulièrement marquée par la participation massive des Bandenkop, Batié, Badoumla, Bapa à la société « Pangop » dans le hameau du chef Babouantou. Avant l’arrivée des Allemands, cette société comptait plus de 150 adhérents ressortissants de ces chefferies amies.
MOUNGOUE Michel Richard fut le 10e chef, suivi par KALEUK MOUNGOUE Pierre, le 11e. 
Les Babouantou ont eu certes des querelles avec certains de leurs voisins. La plupart se sont déroulées sous le règne du chef NGANDEU : la coupure de la bande de terrain Ngoeukou (Bandja), Mvet-Kop et Tékou (Bangou). La querelle très récente entre Babouantou et Bamechetcha’ ne découle que d’un problème de vol de bétail.

#### La Querelle Entre Babouantou et Badoumdjia
L’origine de cette querelle est banale. Le chef de Bandja possédait un esclave nommé SOKATCHE, qu’il avait acquis à Bamena. Celui-ci, chargé de servir le vin à son maître, laissa un jour tomber et briser une carafe par mégarde. Très en colère, le chef Bandja décida de lui infliger une sévère punition, suivie de sa revente comme esclave. SOKATCHE réussit cependant à s’enfuir, errant de brousse en brousse jusqu’aux abords du hameau du chef de Babouantou, où il fut capturé. Il devint alors serviteur au service de ce nouveau maître.
Informé de cette situation, le chef Bandja dépêcha à plusieurs reprises des messagers auprès de son homologue de Babouantou pour réclamer le retour de l’esclave. Mais toutes les tentatives de négociation échouèrent. Face à ces refus répétés, le chef Bandja entra dans une grande fureur et, en représailles, s’appropria une bande de terre appelée Ngoeukou, située sur le territoire de Babouantou. Les derniers affrontements liés à cette portion de terre remontent à l’année 1956, dans la région de Fopyé, où un guerrier bandja, au cœur du combat, lança cette phrase restée célèbre : « Lancez les pierres en brousse, lancez les cailloux en brousse, les Babouantou y sont pleins. »
La zone de Fopyé revêt une importance stratégique particulière pour le groupement de Babouantou. Elle constitue d’abord une zone d’accès, puisqu’elle fut le point d’entrée choisi par les Allemands pour ouvrir la première piste menant au village. Les vestiges de leurs anciennes porcheries subsistent encore, non loin de la rivière Fopyé. Ensuite, elle est reconnue comme une vallée fertile, riche en alluvions, s’étendant jusqu’à Laangueu à Bandja, et propice aux cultures de café, de palmier à huile et de produits vivriers.
Fopyé est aussi un carrefour naturel, lieu de confluence de plusieurs cours d’eau provenant de Baloum via Kwayap et de Batchieu par la chefferie supérieure de Babouantou. Elle abrite également des gisements de sable blanc, ce qui a favorisé l’implantation de nombreuses carrières tout au long des lits de rivières et des rigoles. Plus profondément encore, cette zone renferme un lieu sacré dont seuls le chef supérieur de Babouantou et le dignitaire FEUAYE détiennent les mystères.
Par ailleurs, la piste traditionnelle reliant Badoumdjia à la chefferie alliée de Badackvet traverse Fopyé. Il est d’usage que tout chef de Bandja emprunte ce chemin lors de l’intronisation d’un nouveau chef à Badackvet. Cela montre à quel point cette zone est intimement liée aux coutumes locales et à l’histoire partagée entre ces communautés.
Sous les règnes de Sa Majesté KALEUK MONGOUE Pierre à Babouantou et de son homologue TCHOUPE à Badoumdjia, les relations entre les deux groupements ont connu une période de paix et de collaboration. Les habitants des deux villages aspirent aujourd’hui à la restauration du vieux pont de Fopyé, symbole d’unité et vecteur de développement pour cette région chargée de mémoire.
Enfin, Sa Majesté TCHOUPE Rodrigue, chef actuel de Badackvet depuis août 1997, porte un prénom chargé de sens. Ce nom lui fut donné par son père, KEOU Joseph, en hommage à Sa Majesté TCHOUPE de Badoumdjia. Ce dernier était venu en ami aider KALEUK MONGOUE Pierre lors d’une opération de collecte d’impôts. C’est à l’occasion de la fête de Tchomté que ce geste d’amitié fut concrétisé, scellant ainsi des liens forts entre les deux familles royales.

#### Querelle entre Babouantou et Bangou
La cause lointaine de cette querelle, qui a connu de nombreux rebondissements au fil des siècles, remonte à une proposition du chef Bangou à son homologue de Babouantou. Il lui suggérait de former une alliance pour attaquer les Bandenkop et se partager ensuite les terres conquises. Cependant, les Babouantou, profondément attachés à la paix avec leurs voisins et liés par des accords anciens, avaient déjà conclu un pacte de non-agression avec les Bangou. Ce pacte symbolique fut scellé par l’inhumation d’un chien sur une colline appelée « Ntock Mveuassi », littéralement « le lieu où le chien a été enterré ». Ce geste rituel, aux origines si anciennes qu’aucune date précise n’est connue, marquait une volonté de coexistence pacifique entre les deux peuples.
Malgré cet engagement, l’échec des Bangou à soumettre les Bandenkop les plongea dans une profonde amertume. Cette frustration se prolongea pendant des années jusqu’en 1921, période marquée par la domination coloniale française. À cette époque, l’ancien poste militaire allemand de Bana était passé sous contrôle français, avec à sa tête un commandant nommé GEREAU. Le chef TAYO, alors souverain de Bangou, décida d’ignorer le pacte ancien et franchit le fossé ancestral servant de frontière, pour en creuser un nouveau, bien à l’intérieur du territoire babouantou. Dans cette entreprise, il fit expulser les habitants du lieu et s’appropria leurs biens, violant ainsi l’accord historique de non-agression.
Le chef NGANDEU, régnant à Babouantou à ce moment-là, avait jusque-là fondé sa position sur la validité du pacte de paix entre les deux chefferies. Ce conflit frontalier, dont la gravité allait parfois jusqu’à des affrontements sanglants, persista pendant de longues décennies. Il fallut attendre le 3 octobre 1996 pour qu’une solution officielle soit apportée. Ce jour-là, le Secrétaire Général de la Province de l’Ouest, à la tête d’une commission mise en place conformément aux dispositions de l’arrêté présidentiel n° 103/CAB/PR signé le 12 mars 1996 par Son Excellence Paul BIYA, descendit sur le terrain. Il s’agissait de procéder au repérage des 14 points de matérialisation des limites entre Babouantou et Bangou.
C’est ainsi que, les 8 et 9 octobre 1996, d’imposantes bornes furent implantées sur ces points stratégiques, marquant définitivement la fin d’un différend foncier qui avait opposé les deux chefferies depuis 1921.

#### Querelle entre Babouantou et Bamechetcha
Bamechetcha’ a longtemps été un allié fidèle de Babouantou. Toutefois, une guerre qui opposa un temps Bamechetcha’ et Batié’ ne fut motivée que par des raisons économiques. En effet, les Batié’ se tournaient vers Bamechetcha’ pour se procurer le chaume nécessaire à la couverture de leurs toitures. Or, les Bamechetcha’ ne voulaient pas satisfaire cette demande, ce qui déclencha un conflit armé entre les deux peuples.
Face à cette situation, Bamechetcha’ opta d’abord pour une stratégie de guerre de terre brûlée. Mais les Batié’ résistèrent farouchement à cette tactique. En réponse, les Bamechetcha’ firent appel à leur allié Babouantou, qui envoya ses valeureux guerriers, sous le règne du chef KAMZEU. Parmi ces combattants figuraient des figures futures importantes, comme NGANDEU, qui succédera à son père en 1905, et TCHANKOUE, qui prendra la relève de BATCHIEU.
Sur le champ de bataille, les alliés de Bamechetcha’ mirent en place une ruse. Ils s’introduisirent discrètement dans la montagne où les Batié’ stockaient leurs fagots de chaume, et menaçaient de les incendier. Les Batié’, pour protéger leur récolte, tentèrent de les emporter. C’est alors que les guerriers de Babouantou surgirent et mirent les Batié’ en déroute. En signe de gratitude, le chef de Bamechetcha’ donna deux de ses filles en mariage à Babouantou : la mère de Tchuipou NJIYA à NGANDEU, et la mère de Tchuipou KAMDEUP à TCHANKOUE.
Ainsi, bien que des affrontements aient eu lieu entre les Babouantou et les Bamechetcha’ sur les collines limitrophes des deux chefferies en 1955-1956, ces escarmouches étaient liées à des vols de bétail entre les deux peuples. En dehors de ces incidents, les liens de mariage entre ces deux chefferies ont toujours joué un rôle déterminant pour éviter les conflits armés.

## Personnalités nées à Babouantou
- Denis Ngandé (1920-1978), évêque de Bafoussam
- Pius Njawé (1957), journaliste